# Fort Sillenstede

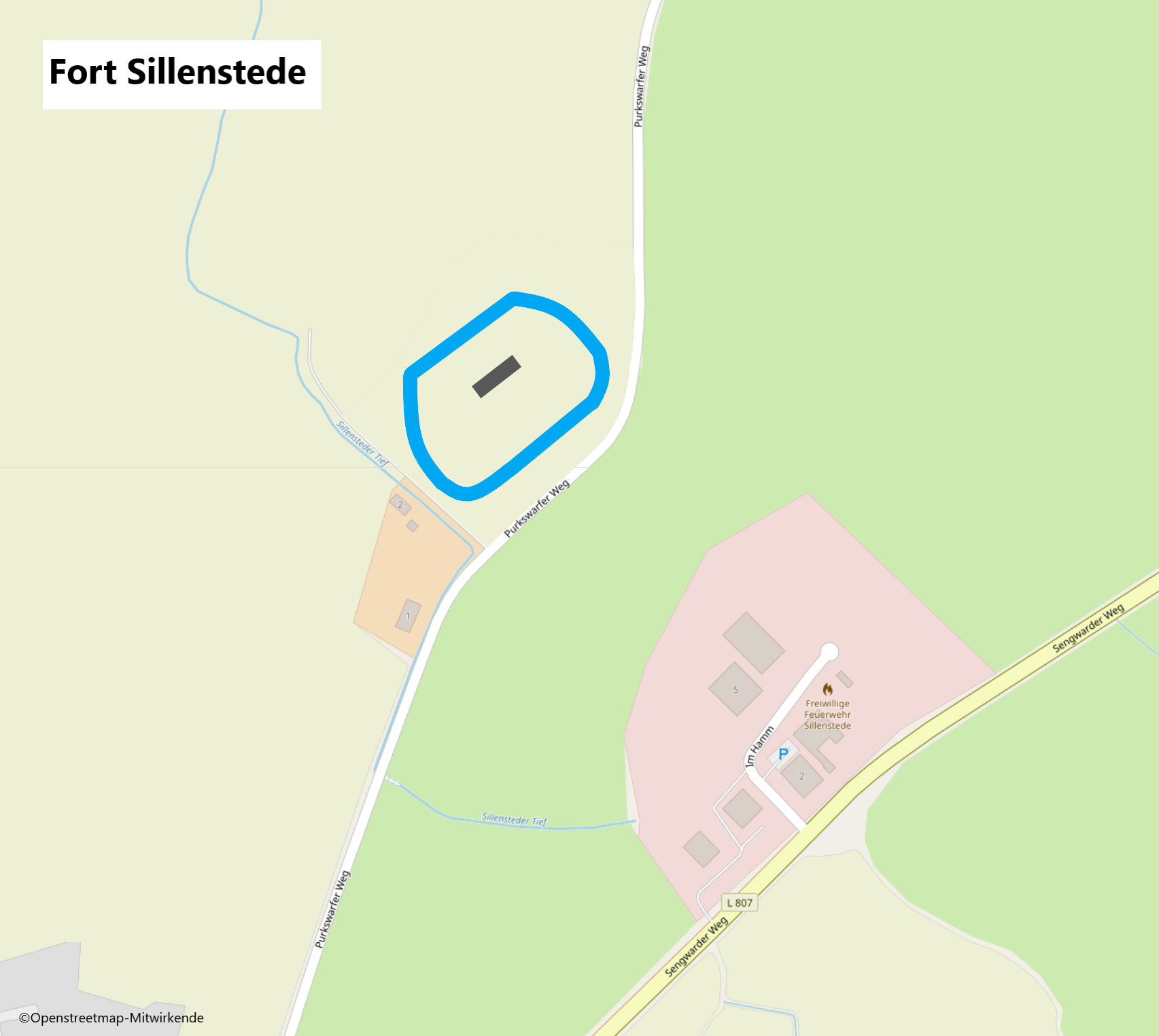
Umriss des Forts Sillenstede mit Infanteriewerk

Das Fort Sillenstede war eine Befestigungsanlage zum Schutz des Kriegshafens Wilhelmshaven.

## Lage und Aufbau

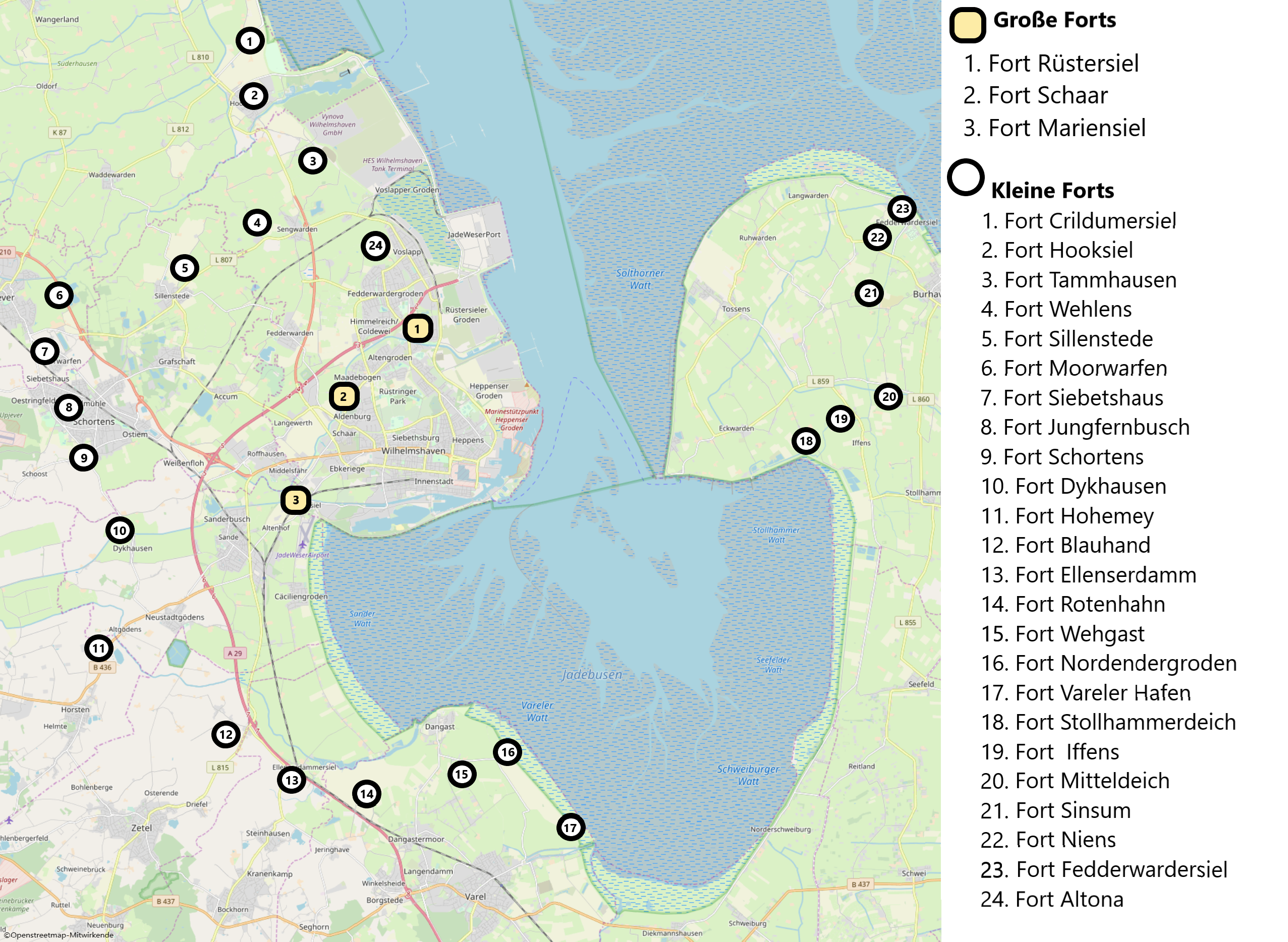
Position der Forts zum Schutz Wilhelmshavens

Das Fort wurde als geschlossene Lünette errichtet. Die Anlage war für zwei Züge Infanterie (~80 Mann) ausgelegt. Das Fort befindet sich nordöstlich von Sillenstede. Es hat eine ovale Ausdehnung von 200 × 140 Metern.

## Geschichte
Das Fort Sillenstede wurde in der zweiten Hälfte des 19. Jahrhunderts als Außenfort des strategisch wichtigen Kriegshafens Wilhelmshaven angelegt. Auf dem Gelände gab es ein Infanteriewerk und einen Munitionsbunker. Südlich des Forts befand sich bereits im Ersten Weltkrieg eine Flakbatterie und die Batterie Sillenstede, die beide als Erdstellung realisiert wurden. Im Jahr 1939 wurde auf dem Gelände die schwere Flakbatterie Sillenstede angelegt.